# Roca de Oro
Roca de Oro är en ort i Mexiko.   Den ligger i kommunen Yecuatla och delstaten Veracruz, i den sydöstra delen av landet, 250 km öster om huvudstaden Mexico City. Roca de Oro ligger 801 meter över havet och antalet invånare är 416.
Terrängen runt Roca de Oro är bergig åt sydväst, men åt nordost är den kuperad. Terrängen runt Roca de Oro sluttar norrut. Runt Roca de Oro är det ganska tätbefolkat, med 93 invånare per kvadratkilometer. Närmaste större samhälle är Misantla, 11,1 km nordväst om Roca de Oro. I omgivningarna runt Roca de Oro växer i huvudsak städsegrön lövskog.